# Anders Sunna

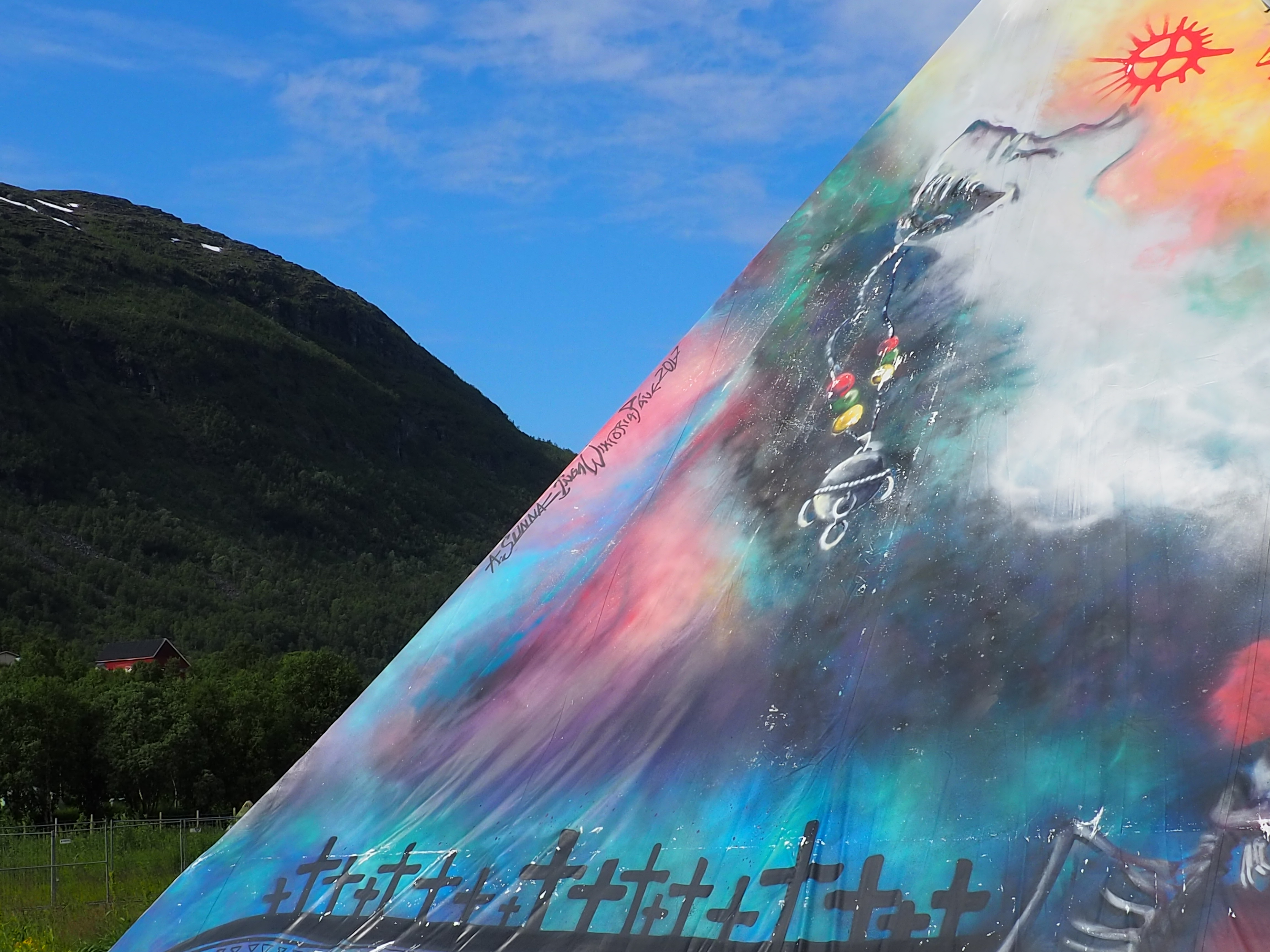
Detalj av målning på en lávvu, målad av Anders Sunna tillsammans med Inga-Wiktoria Påve, från festivalen Riddu Riđđu 2017.

Börje Karl Anders Sunna, född 1985 i Jukkasjärvi församling i Lappland i Sverige, är en samisk konstnär. 
Sunna är uppvuxen i en renskötarfamilj i Kieksiäisvaara i Norrbotten och utbildad vid Konstfack i Stockholm. Numera är han bosatt i Jokkmokk. Sunnas konst är politisk och handlar om samisk historia och om hans familjs långvariga konflikt med länsstyrelsens rennäringsdelegation. I sin konst arbetar Sunna med tjocka färglager, graffiti, collage och tryck med motiv som skildrar förtryck mot samer, bland annat tvångsförflyttningar och fotografier från Statens institut för rasbiologi. Utöver måleri arbetar Sunna bland annat med större installationer.
I vissa utställningar samarbetar Sunna med konstnären och fotografen Michiel Brouwer.
Sunnas konst ingår i den offentliga utsmyckningen av Gällivare tingsrätt, inköpt av Statens konstråd 2015. Han finns även representerad i Västerås konstmuseums samling.
Anders Sunna är en av de konstnärer som ska representera Sápmi i Nordiska paviljongen under Venedigbiennalen år 2022.

## Utbildning
- 2004–2006 Umeå Konsthögskola
- 2006–2009 Konstfack

## Utställningar i urval
- 2019–2010 − Varje löv är ett öga (tillsammans med Michiel Brouwer), Göteborgs Konsthall[8]
- 2018 − Modernautställningen 2018, Moderna Museet, Stockholm
- 2016–2017 − Maadtoe (tillsammans med Michiel Brouwer), Kristinehamns konstmuseum[4]
- 2014 – Area Infected, Bildmuseet, Umeå universitet[9]
- 2014 – Sámi Contemporary, Rovaniemi, Finland
- 2014 – Svenska institutet, Paris, Frankrike
- 2013 – Jamtli, Greetings from Sápmi, Östersund[10]
- 2013 – Norrbottens ambassad, Stockholm
- 2012 – Liljevalchs vårsalong,